# لورين ديفيان
لورين ديفين (بالفرنسية: Lorène Devienne)‏ (من موليد 9 مارس 1981) هي مغنية وكاتبة أغاني فرنسية تغني بشكل رئيسي باللغة الفرنسية.

## روابط خارجية
- لورين ديفيان على موقع IMDb (الإنجليزية)
- لورين ديفيان على موقع ألو سيني (الفرنسية)
- لورين ديفيان على موقع ميوزك برينز (الإنجليزية)
- لورين ديفيان على موقع قاعدة بيانات الفيلم (الإنجليزية)
- لورين ديفيان على موقع كينوبويسك (الروسية)